# Shakwe
Shakwe – wieś w Botswanie w dystrykcie Central. Według spisu ludności z 2011 roku wieś liczyła 976 mieszkańców.